# زينب تشيليك (باحثة)
زينب تشيليك معمارية تركية المولد، ومؤرخة معمارية، وباحثة نظرية، وأكاديمية. وهي أستاذة زائرة في جامعة كولومبيا، حاصلة على كرسي صاقب سابانجي.  وهي أستاذة معمارية متقاعدة ومتميزة في معهد نيوجيرسي للتكنولوجيا . تركز أعمالها على تاريخ المدن في القرنين التاسع عشر والعشرين، والاستعمار ، والاستشراق ، والحداثة . 

## سيرة
تخرجت من كلية روبرت عام 1970 وحصلت على درجة البكالوريوس في الهندسة المعمارية من كلية الهندسة المعمارية بجامعة إسطنبول التقنية عام 1975. حصلت على درجة الماجستير من جامعة رايس والدكتوراه من جامعة كاليفورنيا عامي 1978 و1985 على التوالي. بدأت جيليك التدريس في كلية الهندسة المعمارية والتصميم بمعهد نيوجيرسي للتكنولوجيا عام 1991. تقاعدت من معهد نيوجيرسي للتكنولوجيا كأستاذة متميزة في الهندسة المعمارية. وهي أستاذة زائرة للتاريخ في جامعة كولومبيا.  وهي عضو في الأكاديمية التركية للعلوم .

## أعمال
- The Remaking of Istanbul: Portrait of an Ottoman City
- Displaying the Orient
- Urban Forms and Colonial Confrontations
- At the End of the Century: One Hundred Years of Architecture with Richard Koshalek
- Empire, Architecture, and the City: French-Ottoman Encounters
- About Antiquities: Politics of Archaeology in the Ottoman Empire
- Europe Knows Nothing about the Orient: A Critical Discourse